# Katona Nándor

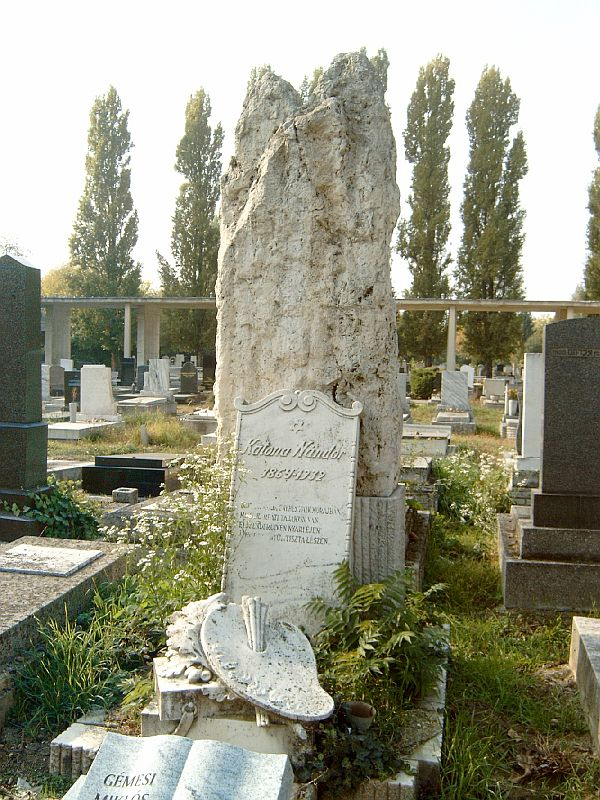
Katona Nándor sírja Budapesten. Kozma utcai izraelita temető 5B-11-27.

Katona Nándor, 1893-ig Kleinberger (Szepesófalu, 1864. szeptember 12. – Budapest, Erzsébetváros, 1932. augusztus 1.) magyar festőművész.

## Életútja
Katona Sámuel és Löw Cecília fiaként született. 1881 és 1887 között Mednyánszky László tanította, majd a budapesti Mintarajziskolában Székely Bertalan és Lotz Károly növendéke volt. 1890 és 1894 között a párizsi Julian Akadémián Benjamin Constant-nál és Jean-Paul Laurens-nél tanult. Az 1890-es évektől vett részt kiállításokon, a Műcsarnokban főként hegyes, fenyős, felvidéki tájat ábrázoló tájképeit. Számos díjat nyert itthon és külföldön is. 1901-ben a Műbarátok Köre, 1921-ben a Nemzeti Szalon rendezett műveiből kiállítást. Halálát koszorúverőér-görcs okozta. 1932-ben hagyatéki kiállításon szerepeltek művei. Számos képét őrzi a Magyar Nemzeti Galéria.